# Reinhold Binder
Reinhold Binder (* 12. August 1978 in Kirchdorf an der Krems) ist ein österreichischer Gewerkschafter und seit Juni 2023 Bundesvorsitzender der Produktionsgewerkschaft (PRO-GE). Seit dem 24. Oktober 2024 ist er Abgeordneter zum Nationalrat.

## Leben
Sein gewerkschaftliches Engagement begann Binder als Jugendvertrauensrat bei der Firma Greiner Extrusion, wo er auch eine Lehre als Werkzeugmacher absolvierte. 2000/2001 absolvierte er die Sozialakademie der Arbeiterkammer und zwischen 2006 und 2016 war Binder als Gewerkschaftssekretär im Regionalbüro Steyr-Kirchdorf tätig. 2016 kam er zur PRO-GE nach Wien. Dort war er für Organisation und Kampagnen zuständig, 2018 wurde er Bundessekretär der PRO-GE. In seiner Heimatgemeinde Micheldorf (Oberösterreich) war er von 2014 bis 2017 Vizebürgermeister.
Am 15. Juni 2023 wurde Binder am vierten Gewerkschaftstag der PRO-GE mit 97,85 Prozent der Delegiertenstimmen zum neuen Vorsitzenden der PRO-GE gewählt.
Im Zuge der Kollektivvertragsverhandlungen für die Beschäftigten der Metallindustrie tätigte Binder bei einer Betriebsversammlung im Oktober 2023 die Aussage "Mit de Einmalzahlungen können 's scheißen gehen". Diese Aussage wurde in Österreich zum Spruch des Jahres 2023 gewählt.
Binder ist verheiratet und Vater zweier Töchter.